# ヤクマッチ
ヤクマッチは、スプリングフィールド株式会社が運営する、医療従事者に特化した転職支援型サイトである。ヤクマッチの語源は、「役に立つマッチング」である。

## 概要
運営元であるスプリングフィールド株式会社は2014年1月に創業し、有料職業紹介事業の許可を取得。2016年2月に薬剤師のための転職支援型サイト「ヤクマッチ薬剤師」のサービスが開始。その後「ヤクマッチ看護師」「ヤクマッチ医師」と対象職種を拡大し、医療業界専門の人材紹介事業を行っている。
ヤクマッチではキャリアコンサルタントが転職相談や求人紹介を行う転職支援型のサービスがメインであり、求職者と企業との仲介、マッチングを強みとしている。